# 746 (szám)
A 746 (római számmal: DCCXLVI) egy természetes szám, félprím, a 2 és a 373 szorzata.

## A szám a matematikában
A tízes számrendszerbeli 746-os a kettes számrendszerben 1011101010, a nyolcas számrendszerben 1352, a tizenhatos számrendszerben 2EA alakban írható fel.
A 746 páros szám, összetett szám, azon belül félprím, kanonikus alakban a 21 · 3731 szorzattal, normálalakban a 7,46 · 102 szorzattal írható fel. Négy osztója van a természetes számok halmazán, ezek növekvő sorrendben: 1, 2, 373 és 746.
A 746 négyzete 556 516, köbe 415 160 936, négyzetgyöke 27,31300, köbgyöke 9,06942, reciproka 0,0013405. A 746 egység sugarú kör kerülete 4687,25624 egység, területe 1 748 346,577 területegység; a 746 egység sugarú gömb térfogata 1 739 022 062,1 térfogategység.